# C/2000 W1 (Уцуномії — Джонса)
Комета C/2000 W1 Уцуномії — Джонса (Utsunomiya-Jones) — одна з довгоперіодичних гіперболічних комет. Була відкрита 18 листопада 2000 року. На час відкриття мала видимість 8,5m.